# (38185) 1999 KJ
1999 KJ (asteroide 38185) é um asteroide da cintura principal. Possui uma excentricidade de 0.13231840 e uma inclinação de 1.49005º.
Este asteroide foi descoberto no dia 16 de maio de 1999 por Spacewatch em Kitt Peak.